# Shinalutaoin
Shinalutaoin /=scarlet cloth earrings/, jedna od sedam bandi Sans Arcs Sijuksa. Kod Dorseya Cina-luta-oin i Ṡina-luta-oiŋ.